# ترهيب (سياسة)
الترهيب السياسي وقد يُترجَم أحيانًا إلى الإرهاب السياسي هو سياسةُ القمع والعنف السياسي الذي تُمارسه الدولة والذي يهدفُ إلى إخضاعِ المعارضة السياسيّة. استُخدمَ المصطلح لأول مرة في عهد الإرهاب خلال الثورة الفرنسية.  يختلفُ تعريفُ مصطلح «الترهيب السياسي» عن مصطلح «الإرهاب»، وعادةً ما يجري الخلطُ بين المفهومين على اعتبارِ أنَّ المصطلح الأول مستحدثٌ ولم يكن مستعملًا قبل الثورة الفرنسيّة، وبسببِ تشابه المصطلحين في اللّغة الإنجليزيّة فقبل بداية القرن العشرين كانت كلمة «Terror» تُحيل للإرهاب لكنّها الآن قد تعني الإرهاب أو الترهيب السياسي خاصّة لو وردت معها كلمةُ «Politics» وذلك حسبَ السياق ونوع الحدث الموصوف. استخدمَ بعضُ الكتّاب الغربيين المعاصرين مصطلحَ «Terror» بمعناه «الإرهاب» للإشارةِ إلى الأعمال التي تقوم بها مجموعاتٌ ذاتُ قاعدةٍ سياسيّةٍ محدودةٍ أو أحزابٌ على الجانب الأضعف في الحرب غير المتكافئة أمَّا مصطلحُ «Terror» بمعناه الثاني «الترهيب السياسي» فقد استُعملَ لوصفِ أفعال الحكومات والمسؤولين عن إنفاذ القانون، فيمَا اعتبرَ آخرون «الترهيب السياسي» هو «إرهاب الدولة» وهو نوعٌ من «الإرهاب» بصفة عامّة.

## الإرهاب الثوري والثورة المضادّة
غالبًا ما استُخدم مصطلحُ «الإرهاب الثوري»، المعروف أيضًا باسمِ «الإرهاب الأحمر» من قِبل الحكومات الثوريّة لقمعِ الثورات المضادة أو من يُسمَّون في الغالبِ أعداء الثورة. المثال الأول على هذا كان عهدُ الإرهابِ أثناءَ الثورة الفرنسية عام 1794.  من الأمثلة البارزة الأخرى الإرهاب الأحمر في روسيا السوفيتية في الفترة الممتدة من 1918 حتّى 1922، بالإضافة إلى الحملات المتزامِنَة في جمهورية المجر السوفيتية وفنلندا. بدأ ما وُصفَ بالإرهاب الأحمر في الصين بين عامي 1966 و1967 وذلك إبَّانَ الثورة الثقافية.
عادةً ما يُشار إلى الإرهاب المُضادِّ للثورة باسمِ «الإرهاب الأبيض»، ومن الأمثلة البارزة الحملات الإرهابيّة في فرنسا (1794-1795) وروسيا (1917-1920) والمجر (1919-1921) وإسبانيا. تشمل الأمثلة الحديثة للإرهاب المضاد للثورة عملية كوندور في أمريكا الجنوبية.

## الإرهاب والترهيب السياسي
صرَّحَ المحلل والصحفي والباحث في شؤون الإرهاب ديفيد فورتي أنَّ الاختلاف الأساسي بينَ «الترهيب السياسي» و«الإرهاب» هو أنَّ الأول قد يكون ممنهجًا من قِبل الدولة أو حتى جماعة أخرى تتبعُ لها ضدّ فئة معيّنة وقد يدخلُ أو يُشارك فيهِ اللصوص والمغتصِبون والأفراد العسكريون، أما المصطلح الثاني فله بُعدٌ سياسيّ في الغالب ويحصلُ فيه عنفٌ كبيرٌ بشكلٍ عشوائيّ في الغالب وتقفُ خلفه جماعاتٌ معيّنة وليس الدولة على عكسِ الأول.
يُعرِّف تشارلز تيلي مصطلح الترهيب السياسي على أنّه استراتيجيةٌ سياسيةٌ تتبعها الدولة أو جماعات تَتْبعُ لها فتُمارس عنفًا ممنهجًا على من قد تصفهم بـ «الأعداء» داخل الدولة نفسها. قد يُشار للترهيب السياسي على أنّه مقابل أو نقيض النضال السياسي أو الثورة، ففي حين يقومُ الأفراد أو جماعات منظَّمة بثورة ضد الدولة، تقومُ الأخيرة بترهيبٍ سياسيّ ضد تلك الجماعات أو جماعات أخرى غالبًا ما تُشارك في النضالات السياسية. يتميَّزُ الترهيبُ السياسي بالعنف والإكراه وينفذه في الغالبِ مُتخصِّصُون من الحكومة أو موظفون مدعومونَ من قِبلها. يرى تشارلز تيلي أنَّ الترهيب السياسي قد يشملُ نطاقًا واسعًا من القسوة الإنسانية، ويضربُ أمثلةً عليهِ بعمليّات الإعدام التي كان ينفذها ستالين ضدَّ جماعاتٍ يعتبرهم أعداء داخليون له، وكذا مجازر الجيش الجمهوري الأيرلندي وعمليّات التطهير العرقي والإبادة الجماعية ضد فئات معيّنة.

## انظر أيضُا
- توازن الرعب
- الصدمة والترويع